# Pel·lícula de monstres

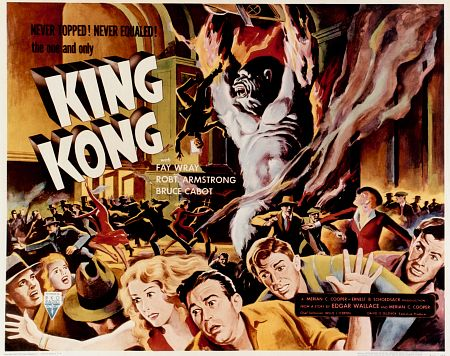
Cartell de King Kong (1933), un dels monstres arquetípics del cinema

Una pel·lícula de monstres és una pel·lícula que se centra al voltant de la lluita entre éssers humans i una o diverses criatures extraordinàries. Malgrat no haver-hi una classificació clara d'aquest gènere cinematogràfic, el terme s'aplica usualment a pel·lícules de terror, fantasia o ciència-ficció que involucren criatures fictícies, sovint monstres de gran grandària (anomenats kaiju en el cinema japonès), però també altres éssers fabulosos com vampirs, zombis, etc. Força sovint, els monstres d'aquestes pel·lícules es diferencien d'altres enemics tradicionals pel fet que les seves accions no responen enterament a la seva voluntat, sent sovint víctimes de circumstàncies exteriors, el que pot provocar una certa empatia per part dels espectadors.

## Característiques
El gènere inclou una sèrie de clixés força generalitzats. L'aspecte més comú és el de presentar la lluita entre un col·lectiu humà protagonista contra un o més monstres que representen una amenaça gairebé indestructible, ja sigui per la seva grandària o pels seus poders desconeguts (immortalitat, força sobrehumana, etc.). En general, els primers intents per a destruir el monstre consisteixen a utilitzar la força (sovint militar), el que aconsegueix enfurismar la bèstia i acaba resultant inútil. La solució sol passar per l'enginy humà, gràcies a la descoberta d'una arma específica que pot destruir la criatura o un encara d'un fet anodí que pot provocar-li la mort.
Per això, el monstre es converteix ràpidament en una metàfora dels perills que poden destruir la humanitat, perills que solen provenir de la mateixa humanitat, ja sigui a causa d'un experiment que va sortir malament, dels efectes de la radiació o de la destrucció de l'hàbitat. Així, per exemple, el monstre de El monstre dels temps remots (The Beast from 20,000 Fathoms) o Godzilla, apareguts als anys 50 en plena guerra freda, s'han considerat símbols de l'amenaça de la guerra atòmica.

## Història

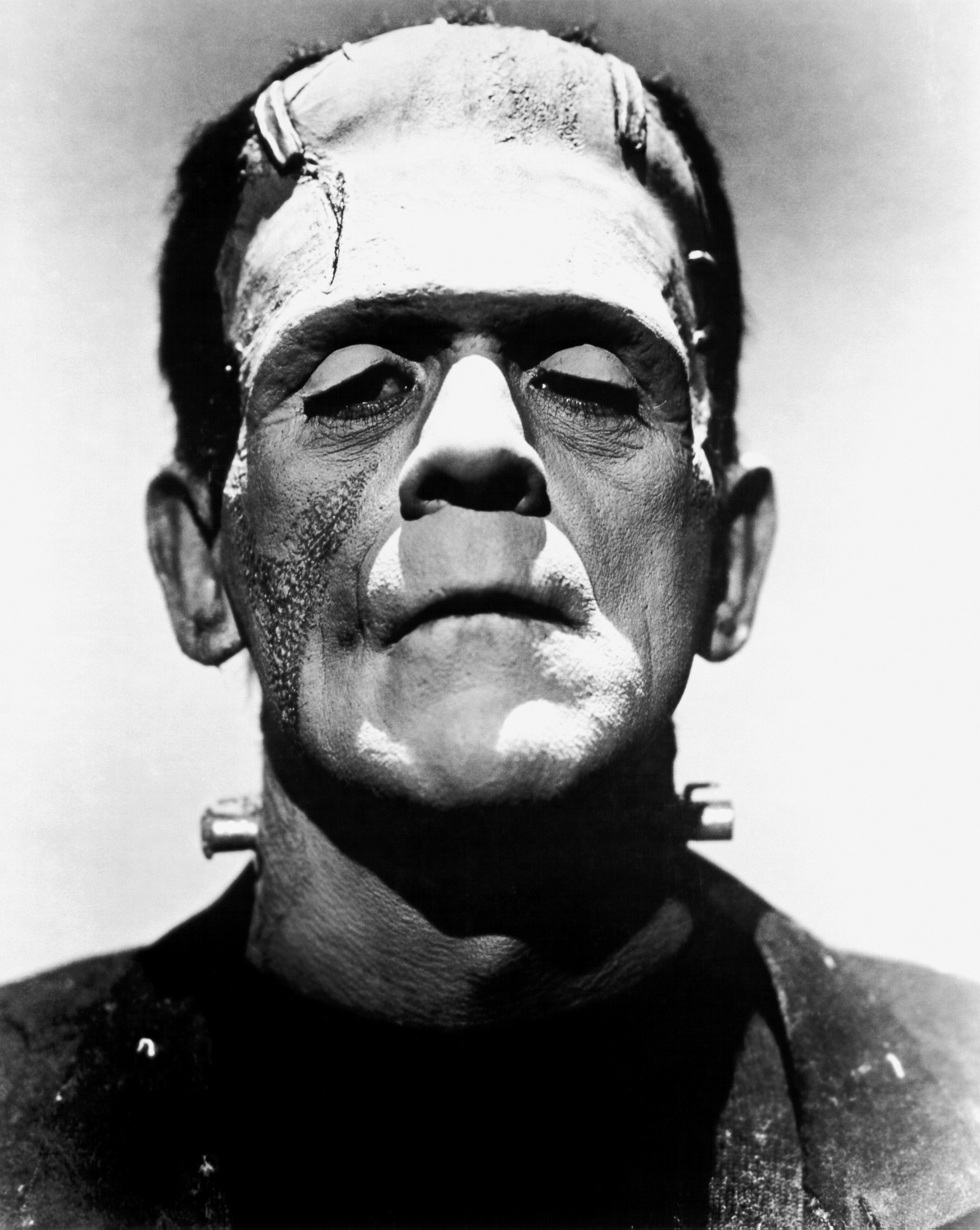
Boris Karloff caracteritzat com al monstre de Frankenstein (1931)

Els primers llargmetratges que van incloure "monstres" van sorgir de l'estètica inquietant desenvolupada pel cinema expressionista alemany: Der Golem, pel·lícula muda del 1915 dirigida per Paul Wegener, en va ser un dels primers exemples i sobretot Nosferatu, estrenada el 1922, que es va convertir en una fita en la història del cinema de terror. Aquest estil cinematogràfic va influir les primeres produccions "de monstres" de Hollywood que van començar a florir a inicis dels anys 30. Així, durant aquest període, la Universal Studios, basant-se en contes gòtics, va llençar el que esdevindrien icones del gènere amb pel·lícules com Dracula (1931), Frankenstein (1931), The Mummy (1932), L'home invisible (1933) o Werewolf of London (1935).
D'altra banda, el 1925 va sortir The Lost World, basada en la novel·la homònima d'Arthur Conan Doyle i on es presentaven per primer cop dinosaures, bèsties que es convertirien en la base de moltes pel·lícules de monstres posteriors.
El 1933, la RKO va estrenar King Kong, pel·lícula dirigida per Merian C. Cooper i que va fer fita dins de la història del cinema. Des de llavors, King Kong no és solament un dels primers i més famosos exemples del tradicional monstre de pel·lícula, sinó que també s'ha convertit en una icona cultural, apareixent en nombrosíssimes seqüeles i altres suports.
El monstre dels temps remots, del 1953, presentava un dinosaure fictici, el Rhedosaurus, que a causa d'un assaig nuclear era despertat del cercle polar àrtic on romania congelat. És considerada com la pel·lícula que va llençar l'ona de les "criatures mutants" dels anys cinquanta i el concepte d'associar la paranoia nuclear amb el gènere. Altres films americans de l'època van ser The Creature from the Black Lagoon (1954), Són elles! (1954), It Came from Beneath the Sea (1955), Tarantula (1955) o A 20 milions de milles de la terra (20 Million Miles to Earth) (1957).

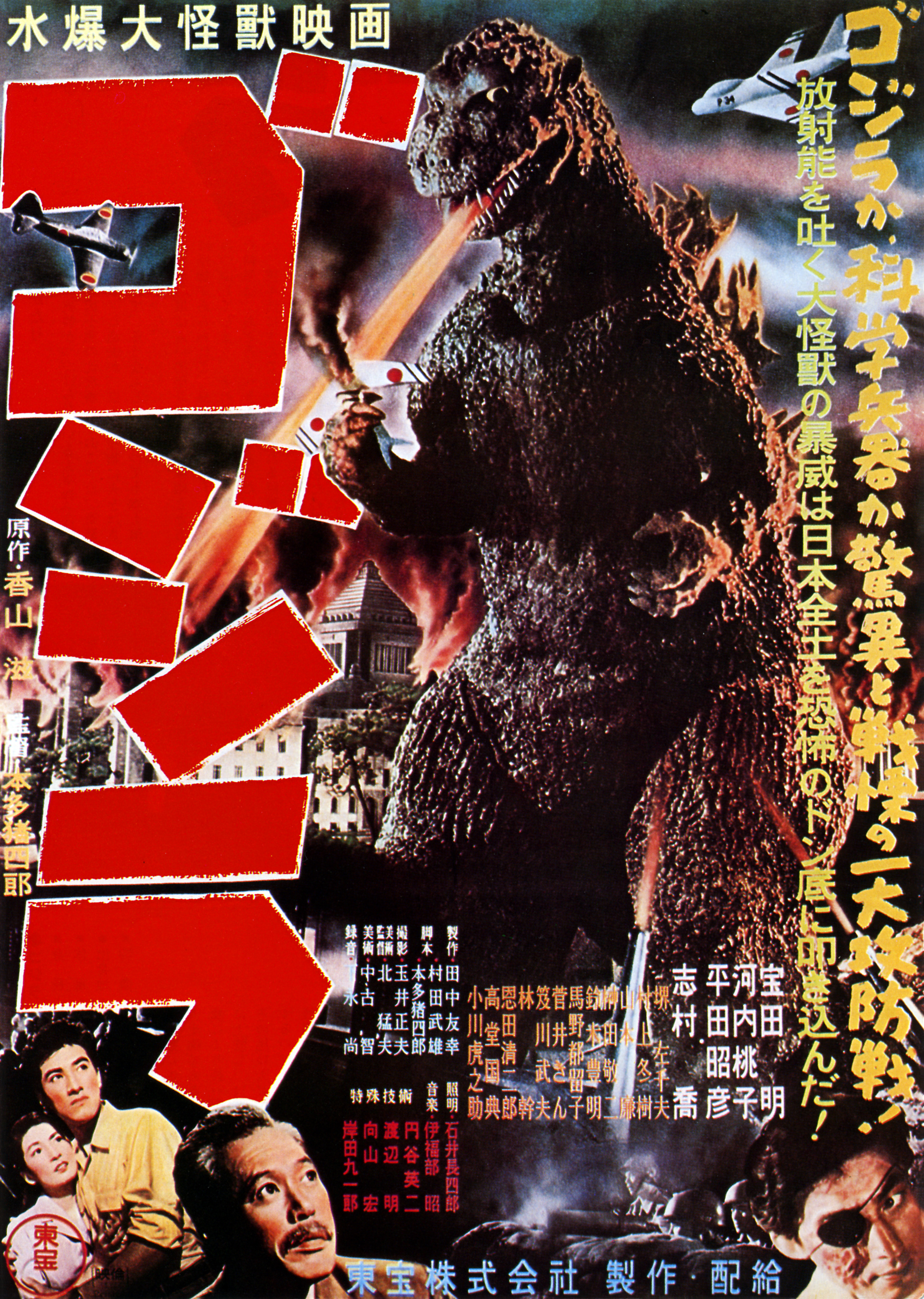
Cartell de la primera entrega de Godzilla (1954)

Durant la dècada del 1950, el concepte nuclear de El monstre dels temps remots així com certs esdeveniments històrics reals van animar els japonesos de l'estudi de cinema Toho a produir, el 1954, el seu primer film de gènere kaiju, Godzilla. L'èxit del concepte va ser tal que se'n van rodar 28 seqüeles i, com King Kong, va ser utilitzat en molts altres suports. En acabat, Godzilla s'ha convertit en un dels monstres més recognoscibles del cinema.
Als anys 60 van continuar produint-se pel·lícules de monstres com The Valley of Gwangi (1969), mentre que la Toho seguia oferint pel·lícules de Godzilla i altres kaiju com Mothra (1962). Per rivalitzar amb aquest èxit fenomenal, el 1965 l'estudi japonès Kadokawa Pictures va començar la seva pròpia franquícia kaiju creant el monstre Gamera. Paral·lelament, durant aquesta època van proliferar les pel·lícules dites de sèrie Z, realitzades amb un pressupost molt baix i fora del circuit organitzat de la indústria del cinema. Les pel·lícules de sèrie Z de monstres com Plan 9 from Outer Space (1959) i The Creeping Terror (1964) s'han inclòs en la llista de les pitjors pel·lícules de la història del cinema pels seus efectes especials ridículs i l'actuació amateur dels actors.

Cartell dAlien vs. Predator (2004)

Durant la dècada del 1970, les pel·lícules de catàstrofes van substituir en part les de monstres; tot i així, el 1976 es fa fer un remake de King Kong i l'any anterior es va estrenar Jaws, de Steven Spielberg, que encara que es tracti més aviat d'un thriller, gira al voltant d'un enorme tauró blanc. El 1979, Ridley Scott va realitzar Alien, el vuitè passatger, que amb la seva estètica acurada i innovadora va obtenir un gran èxit i va generar una mena de franquícia similar a la de Godzilla.
Durant la dècada dels vuitanta, moltes pel·lícules de monstres van adoptar elements paròdics com a Q, the Winged Serpent, Tremors, Teen Wolf o els Gremlins de Joe Dante, on els monstres tenen l'aparença de petits ossos peluts per a infants. Just abans de la revolució que causarien els  efectes especials digitals gràcies a les tècniques d'imatge generada per ordinador, l'última generació d'artistes d'efectes especials tradicionals va impressionar per la qualitat i el realisme de les seves creacions, especialment: Rick Baker, Stan Winston i Kevin Yagher.
Amb l'arribada d'aquests nous efectes digitals, les pel·lícules de monstres van gaudir d'una nova embranzida.
El 1993 va veure el llançament de Parc Juràssic, basada en l'obra homònima de Michael Crichton i dirigida per Steven Spielberg, que va establir un nou punt de referència en el gènere amb l'ús innovador dels EED i l'animatrònica per a recrear dinosaures. La pel·lícula va ser un enorme èxit, tant de crítica com comercial, pel que se'n van fer dues seqüeles: The Lost World: Jurassic Park i Jurassic Park III. El 1998 es va fer versió estatunidenca de Godzilla, tot i que el monstre presentat en aquesta pel·lícula era tan diferent del Godzilla de la Toho que la majoria de fans van ser decebuts. El 2002, la pel·lícula de monstres francesa Le pacte des loups és un dels pocs exemples d'obres recents d'aquest gènere fetes a Europa que han obtingut un ressò internacional. Pel seu cantó, el 2005, el director Peter Jackson, inspirat per la versió original i per les pel·lícules del mestre dels efectes especials Ray Harryhausen, va fer un nou King Kong que en aquest cas va obtenir l'èxit tant de crítica com comercial.
Aquesta nova fornada de pel·lícules de monstres inclou de manera explícita els simbolismes propis del gènere; així, L'hoste (2006), feta a Corea del Sud, va introduir un to d'oberta crítica política mentre que Cloverfield (2008), tot i seguir la línia de les pel·lícules de monstres tradicionals, se centra en la perspectiva dels actors humans i se l'ha interpretat com una metàfora dels atacs terroristes de l'onze de setembre.
El 2010 es va estrenar Piranha 3D, que utilitza els nous recursos proporcionats per aquesta tecnologia.